# Place de la Montagne-du-Goulet
La place de la Montagne-du-Goulet est une voie située dans le quartier de Javel dans le 15e arrondissement de Paris.

## Situation et accès
La place de la Montagne-du-Goulet est desservie à proximité par la ligne 10 à la station Javel - André Citroën.

## Origine du nom

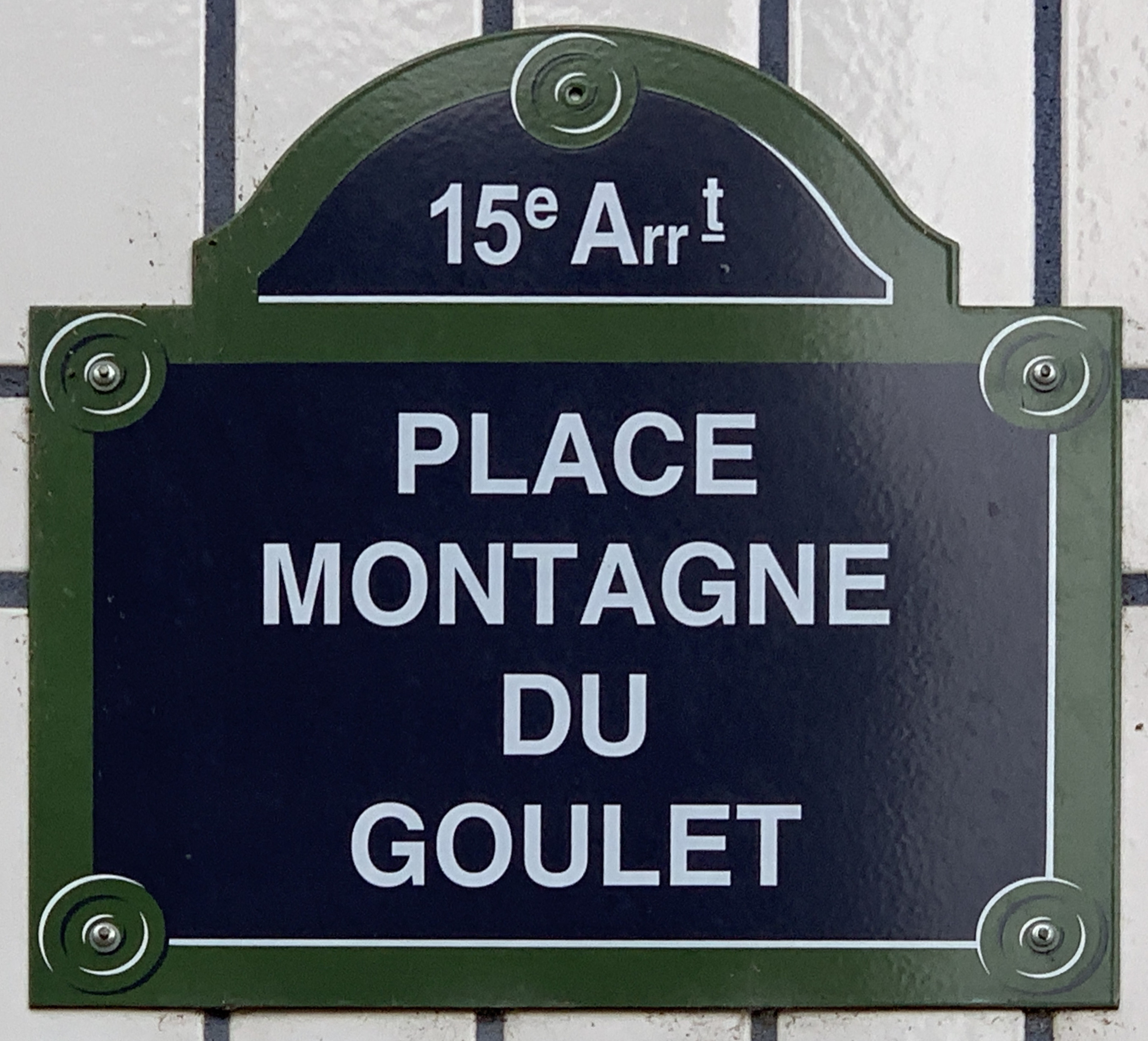
Plaque de la place.

Elle porte le nom de la montagne du Goulet (massif de la Margeride) dans les Cévennes, comme de nombreuses voies relatives à cette région dans cette zone de Paris.

## Historique
La voie est ouverte dans les années 1980 sous le nom de « voie AP/15 », lors de la restructuration de la ZAC Citroën-Cévennes. Elle prend son nom actuel en 1989.